# Canon EOS 5DS
Canon EOS 5DS и Canon EOS 5DS R — цифровые зеркальные фотоаппараты серии Canon EOS, анонсированные 6 февраля 2015 года. По заявлению производителя, фотоаппараты выпущены в качестве конкурентов среднеформатным цифровым задникам, использующимся для студийной съёмки.
Обе модели оснащены полнокадровой КМОП-матрицей с разрешением 50,6 мегапикселей и различаются наличием сглаживающего картинку фильтра нижних частот, который отсутствует у модели 5DS R. Отсутствие фильтра позволяет получать большую резкость на снимках и детализацию, но может вызывать муар на пёстрых поверхностях, вроде полосатой рубашки. Обе камеры значительно резче базовой модели — Canon EOS 5D Mark III.

## Особенности
Превосходя базовую модель Canon EOS 5D Mark III в разрешающей способности и быстродействии, новые камеры уступают ей в предельной светочувствительности, которая не превышает значения 12.800 ISO.
Фотоаппарат предусматривает цифровую мультиэкспозицию и режим HDR. Кроме обычной видеосъёмки с разрешением 1080p, возможна автоматическая цейтраферная (Time Lapse).
В фотоаппарате использован тот же затвор, что и в модели 5D Mark III с ресурсом 150 000 срабатываний, а задержка срабатывания 59 миллисекунд приближена к этому же параметру профессиональной модели 1D X.
Улучшена амортизация зеркала, предотвращающая смазывание изображения на длинных выдержках из-за вибрации. Для этого вместо традиционных пружин для его подъёма и возврата используется специальный быстродействующий кулачковый привод.
Для передачи данных в компьютер используется скоростной интерфейс USB 3.0.
Часть усовершенствований появилась ранее в фотоаппарате Canon EOS 7D Mark II: детектор мерцающего освещения и 150-килопиксельный цветной датчик TTL-экспонометра с дополнительной чувствительностью к инфракрасному излучению. Как и в старших профессиональных моделях, процессор камеры умеет распознавать лица. Баланс белого цвета дополнен двумя опциями: «приоритет оттенка» и «приоритет белого». Во втором случае автоматически устраняется тёплый оттенок от освещения лампами накаливания.
Ещё одной новинкой стала возможность частичного использования площади матрицы: возможна съёмка с кроп-факторами 1,3× и 1,6× с уменьшенным разрешением — 30 и 19 мегапикселей соответственно. При этом, в видоискателе затеняется неиспользуемая часть кадра. Кроме того, возможен выбор соотношения сторон кадра из трёх возможных значений: 1:1, 4:3 и 16:9 кроме стандартного 2:3. Во время видеосъёмки возможна одновременная запись неподвижных кадров после программирования спусковой кнопки.